# Loir en Vallée
Loir en Vallée é uma comuna francesa na região administrativa do País do Loire, no departamento de Sarthe. Estende-se por uma área de 64.76 km². Em 2010 a comuna tinha 2 345 habitantes (densidade: 36,2 hab./km²).